# James Tobin
James Tobin (Champaign, 5 marzo 1918 – New Haven, 11 marzo 2002) è stato un economista statunitense, vincitore del Premio Nobel per l'economia nel 1981 per "un lavoro creativo e approfondito sull'analisi dei mercati finanziari e le loro relazioni con le decisioni di spesa, l'occupazione, la produzione e i prezzi".
Ha fatto parte del Council of Economic Advisers e si è consultato con il Board of Governors del Federal Reserve System; ha insegnato alle università di Harvard e Yale. Ha contribuito allo sviluppo di idee chiave nell'economia keynesiana della sua generazione e ha sostenuto l'intervento del governo in particolare per stabilizzare la produzione ed evitare recessioni. La sua attività accademica ha incluso contributi pionieristici allo studio degli investimenti, della politica monetaria e fiscale e dei mercati finanziari. Propose anche un modello econometrico per variabili dipendenti censurate, il noto modello tobit.
Insieme al collega economista neo-keynesiano James Meade nel 1977, Tobin propose l'obiettivo del PIL nominale come regola di politica monetaria nel 1980. Al di fuori del mondo accademico, Tobin era ampiamente noto per il suo suggerimento di una tassa sulle transazioni in valuta estera, ora nota come "tassa Tobin". Questo era stato progettato per ridurre la speculazione sui mercati valutari internazionali, che considerava pericolosa e improduttiva.

## Biografia
Laureato presso l'Università dell'Illinois a Urbana-Champaign e alla Harvard University, ove iniziò la sua attività di docente, fu consulente della Federal Reserve, la banca centrale degli Stati Uniti e consigliere economico del presidente John F. Kennedy. Insegnò per anni, a partire dal 1955, alla Yale University.
Nel 1955 vinse la John Bates Clark Medal.
Nel 1981 gli fu conferito il Premio Nobel per l'economia per "la sua analisi dei mercati finanziari e le loro relazioni con le decisioni di spesa, con l'occupazione, con la produzione e con i prezzi"
Tobin è noto per la sua proposta di tassazione sulle transazioni internazionali (la "Tobin tax", diventata il cavallo di battaglia dell'organizzazione Altermondialista Attac) e per la teoria chiamata "q di Tobin". Tale teoria afferma che il valore di mercato del pacchetto azionario di un'impresa è in grado di misurare la differenza tra il capitale desiderato dall'impresa e il capitale effettivamente posseduto da questa.

## Vita privata
James Tobin sposò Elizabeth Fay Ringo, ex studentessa del M.I.T. di Paul Samuelson, il 14 settembre 1946. Ebbero quattro figli: Margaret Ringo (nata nel 1948), Louis Michael (nato nel 1951), Hugh Ringo (nato nel 1953) e Roger Gill (nato nel 1956). Alla fine di giugno 2009, la famiglia ha annunciato tramite una e-mail privata che la moglie di Tobin era morta all'età di 90 anni. 

## Opere
- National economic policy: essays, New Haven, Yale University Press, 1966.
- Financial markets and economic activity, coautore Donald D. Hester, New York, J. Wiley, 1967.
- 1: Macroeconomics, parte di Essays in economics, Amsterdam, North-Holland, 1971.
- The new economics one decade older, Princeton, Princeton University Press, 1974.
- 2: Consumption and econometrics, parte di Essays in economics, Amsterdam, North-Holland, 1975.
- Asset accumulation and economic activity: reflections on contemporary macroeconomic theory, Oxford, Basil Blackwell, 1980.
- 3: Theory and policy, parte di Essays in economics, Cambridge, MIT Press, 1982.
- Policies for prosperity: essays in a Keynesian mode, Brighton, Wheatsheaf books, 1987.
- 4: National and international, parte di Essays in economics, Cambridge, MIT Press, 1996.
- Full employment and growth: further Keynesian essays on policy, Cheltenham, Elgar, 1996.
- Economic events, ideas, and policies: the 1960s and after, coautore George L. Perry, Washington, Brookings Institution Press, 2000.